# Apostilb
Apostilbul (prescurtat asb) este o unitate de măsură ieșită din uz din 1978 pentru luminanță.
Reprezintă luminanța uniformă a unui izvor plan de lumină care emite de pe aria de un metru pătrat un flux luminos de un lumen.
Relațiile dintre apostilb, stilb și candelă sunt:
1 asb = 1/π · 10-4 sb
3.14 asb = 1 cd/m2